# Constantin Dragu
Constantin Dragu (n. 8 noiembrie 1873, Stroiești, Vâlcea - d. 1956) a fost unul dintre generalii Armatei României, care a exercitat comanda unor mari unități și unități militare, pe timp de război, în perioada Primului Război Mondial și operațiilor militare postbelice. 
A îndeplinit funcții de comandant de regiment și de brigadă în campaniile din anii 1916-1919.

## Cariera militară
Își face studiile la Școala Fiilor de Militari din Craiova, Școala de Ofițeri de Infanterie și Școala Superioară de Război din București. Ulterior urmează cariera militară.  Din anul 1896 devine sublocotenent, iar ulterior ajunge la gradul de general de divizie, fiind comandant al unor unități militare ca Divizia 3 cadre ale Corpului de armată ( 1924-1925), Divizia 18 Infanterie (1925-1926), Divizia 13 Infanterie (1926-1927) și Corpul 3 de armată dislocat în Basarabia (1929-1931). Se remarcă în Primul Război Mondial în luptele de la Nămoloasa și Mărășești (1917). Eliberează prin luptă localitățile Cahul , Bolgrad, Ismail și Chilia, dezarmând 4 divizii rusești. Participă la luptele de la Tisa în anul 1919 alături de armatele cehoslovace.
În perioada Primului Război Mondial a îndeplinit funcțiile de comandant al Divizia 16 și comandant al Divizia 16, distingându-se în mod special în cursul Bătăliei de la Tisa, din anul 1916.
În cadrul acțiunilor militare postbelice, a comandat Divizia 16, în timpul operației ofensive la vest de Tisa.:p. 333

## Decorații
Ordinul Coroana Romaniei - Ordinul „Coroana României”, în grad de ofițer (1912), Ordinul Steaua României în timp de pace, Medalia Bărbăție și Credință, Crucea Meritul Sanitar :p. 628